# Fernana
Fernana (arabisch فرنانة, DMG Farnāna) ist eine tunesische Stadt im Gouvernement Jendouba mit 3206 Einwohnern (Stand: 2004).

## Geographie
20 Kilometer südlich von Fernana befindet sich die Stadt Jendouba. Fernana befindet sich an dem Fluss Ghezala.